# ثقب القوقعة
ثقب القوقعة أو الممر الحلزوني أو الثقب اللولبي (بالإنجليزية: helicotrema)‏، هو جزء من الأذن الداخلية يلتقي فيه «النفق الطبلي للقوقعة» (أو: السقالة الطبلية) مع «القناة الدهليزية» (أو: السقالة الدهليزية).
ثقب القوقعة هو المكوّن الرئيسي في قمة قوقعة الأذن، والخلايا الشعرية القريبة من هذه المنطقة تمتاز بحساسيتها لاستقبال الأصوات منخفضة التردد.

## الاسم
أصل الاسم الأجنبي مأخوذ من الكلمة اليونانية ἕλιξ بمعنى لفائف و τρη̂μα بمعنى حُفرة.

## روابط خارجية
- «علم الأنسجة» في جامعة أليغني للعلوم الصحية.
- «الرسم التخطيطي» في جامعة إنديانا - جامعة بيردو إنديانابوليس.